# Paweł Antosik
Paweł Eugeniusz Antosik – polski lekarz weterynarii, doktor habilitowany nauk weterynaryjnych, profesor na Uniwersytecie Mikołaja Kopernika w Toruniu, specjalista od embriologii i rozrodu zwierząt.

## Kariera naukowa
W 1993 roku na Akademii Rolniczo-Techniczej w Olsztynie uzyskał tytuł lekarza weterynarii. W 1993 roku został zatrudniony na Akademii Rolniczej im. Augusta Cieszkowskiego w Poznaniu, gdzie w 2001 roku na jej Wydziale Hodowli i Biologii Zwierząt uzyskał stopień doktora nauk rolniczych w zakresie zootechniki na podstawie rozprawy pt. Czynniki wpływające na wylęgowość jaj bażanta łownego (Phasianus colchius), której promotorem był Stanisław Bogumił Winnicki. W 2013 roku uzyskał na Wydziale Medycyny Weterynaryjnej Uniwersytetu Warmińsko-Mazurskiego w Olsztynie stopień doktora habilitowanego nauk weterynaryjnych na podstawie pracy pt. Zastosowanie badań molekularnych w ocenie zdolności rozrodczych świń. Od 2018 do 2019 roku pracował również na Uniwersytecie Rolniczym im. Hugona Kołłątaja w Krakowie. W 2017 roku został zatrudniony na Uniwersytecie Mikołaja Kopernika w Toruniu.